# Mazagão (Amapá)
Pour les articles homonymes, voir Mazagão.
Mazagão est une municipalité du Sud de l'État de l'Amapá. Sa population est de 13 862 habitants, pour une superficie de 13 131 km2. Sa densité de population est donc de 1,06 hab/km2.
Elle fait limite avec Pedra Branca do Amapari et Porto Grande au nord, Santana au nord-est, Vitória do Jari au sud, Laranjal do Jari à l'ouest et l'embouchure de l'Amazone au sud-est.

## Histoire
Une zone du Rio Mutuacá, dans l'actuel État de l'Amapá, fut choisie pour l'installation de l'implantation de ce qui allait devenir Mazagão recevant une population hétéroclite d'origine portugaise ayant été cantonnés à Mazagan, actuel El Jadida au Maroc, En effet le Roi du Portugal avait décidé de se retirer de Mazagan, garnison portugaise et de rapatrier les soldats et leurs familles à Lisbonne. Après un an ces rapatriés, devenant dérangeants et coûtants, furent forcés de se déplacer au Brésil pour être installés dans la région de Belém.  Le plan d'urbanisation fut à la charge de l'architecte italien Domingo Sambucetti. 340 familles, certaines ainsi, arrivèrent à Belém en 1770, et, en 1773 s'en furent pour Nova Mazagão. 
Le hameau servit de garnison au faubourg de Vila de Macapá, qui se développa à la périphérie de la Macapá. En 1783 se produisit une grande épidémie et les survivants abandonnèrent le lieu pour s'en aller où ils trouveraient un horizon plus favorable.
Fin 2003, le lieu de l'ancienne cité commença à être fouillé par les archéologues de l'UFPE (université fédérale du Pernambouc). Les fouilles mirent au jour les fondations d'une église d'environ 40 mètres de longueur. À cette époque, près de ces ruines, existait encore un village appelé Mazagão Velho qui célébrait la fête de São Tiago, qui revivait la lutte contre les Maures (Mazagão, avant l'arrivée des Portugais au Brésil, était une possession du Portugal sur le territoire du Maroc). Le siège de la municipalité se trouve à 30 km de là et est nommé Mazagão Novo.